# Мари-Шолнер (Мари-Турекский район)
Мари-Шолнер (мар. Марий Шолэҥер) — деревня в Мари-Турекском районе Республики Марий Эл. Входит в состав городского поселения Мари-Турек.

## География
Находится в восточной части республики Марий Эл на расстоянии приблизительно 2 км по прямой на северо-запад от районного центра посёлка Мари-Турек.

## История
Известна с 1792 года как починок Шолнер, где было 7 дворов, 40 жителей. В 1816 году здесь числилось 9 дворов, 36 жителей. В 1891 году в деревне было 55 дворов, в 1905 году — 70 дворов, 442 жителя. В 1923 году в деревне Мари-Шолнер имелось 76 дворов. В 1959 году в ней было 199 жителей, в 1970 году — 186, в 1979 году — 168 человек. В последние годы фермы в деревне были ликвидированы, люди остались без работы. В 2000 году оставалось 45 дворов. В советское время работали колхозы «У илыш», «Новая жизнь», «Победа» и имени Ленина.

## Население
Население составляло 117 человек (мари 85 %) в 2002 году, 138 в 2010.